# Yakaafşar, Aksu
Yakaafşar là một thị trấn thuộc huyện Aksu, tỉnh Isparta, Thổ Nhĩ Kỳ. Dân số thời điểm năm 2011 là 587 người.